# Tylaspis
Tylaspis is een geslacht van kreeftachtigen uit de klasse van de Malacostraca (hogere kreeftachtigen).

## Soort
- Tylaspis anomala Henderson, 1885